# アウグスト (シュレースヴィヒ＝ホルシュタイン＝ゾンダーブルク＝ベック公)
アウグスト（August von Schleswig-Holstein-Sonderburg-Beck, 1652年2月13日 - 1689年9月26日）は、シュレースヴィヒ＝ホルシュタイン＝ゾンダーブルク＝ベック家の第2代公爵（在位：1675年 - 1689年）。

## 生涯
シュレースヴィヒ＝ホルシュタイン＝ゾンダーブルク＝ベック公アウグスト・フィリップと、その3番目の妻でナッサウ＝ザールブリュッケン伯ヴィルヘルム・ルートヴィヒの娘であるジビーレの間の長男。所領のハウス・ベック荘園は1648年のウェストファリア条約によりブランデンブルク＝プロイセンの属領となったミンデン侯領内に位置していた。当時ブランデンブルクは軍隊規模の拡大を目指して士官・兵卒を大量採用していたが、士官採用に際しては貴族家門出身者を前提条件とするなど血統重視の姿勢を見せており、貴族出身の士官には出世が約束されていた。このためアウグストもブランデンブルク選帝侯軍の陸軍少将となった。1689年、赤痢のためボン近郊で没。
1676年シャウムブルク＝リッペ伯フィリップ1世の娘ヘートヴィヒ・ルイーゼ（1650年 - 1731年）と結婚し、間に1男1女をもうけた。
- ドロテーア・ヘンリエッテ（1678年 - 1750年）
- フリードリヒ・ヴィルヘルム1世（1682年 - 1719年） - ベック公

## 引用・脚注
1. ↑  Haus Beck. OstWestfalenLippe GmbH, Bielefeld, abgerufen am 1. Mai 2022.
2. ↑  Die Fürsten des Landes. Herzöge und Grafen von Schleswig, Holstein und Lauenburg, S. 346 ff.